# ASUS Eee
ASUS Eee — сімейство продуктів ASUSTeK. Воно було започатковане виходом в 2007 році нетбуку Eee PC; з того часу продукція сімейства охопила ряд ПК форм-факторів. За словами компанії назва Eee («три E») є абревіатурою слогану: «Easy to learn, Easy to work, Easy to play» (укр. «Легко вчитися, легко працювати, легко грати»).
Продукція сімейства:
- ASUS Eee PC
- ASUS Eee Box
- ASUS Eee Top
- ASUS Eee Keyboard
- ASUS Eee Stick
- Asus Eee PC Media Server